# Геленджик (аэропорт)
Геленджи́к — аэропорт города Геленджика в Краснодарском крае. Расположен на территории города, на западном берегу Геленджикской бухты в районе Тонкого мыса.
Ближайшие коммерческие аэропорты находятся на расстоянии 83 км (Анапа) и 170 км (Краснодар).
Также на территории города имеется девять действующих вертолётных площадок принадлежности АОН и МО,  и единственный в стране действующий гидроаэродром  класса «В» Геленджик-Бухта  (Gelendzhik Bukhta), принадлежащий испытательной базе ТАНТК им. Бериева.
24 февраля 2022 года работа аэропорта была приостановлена. 9 июля 2025 года стало известно о планировании возобновления работы авиагавани. 18 июля 2025 года аэропорт спустя 3 года принял первый рейс, возобновив свою работу.

## Историческая информация
Перед второй мировой войной в районе Геленджика базировалась 83-я отдельная разведывательная авиационная эскадрилья ВВС Черноморского флота.
В годы ВОВ в районе города имелось два полевых и три гидроаэродрома, базировались истребительные, минно-торпедные, штурмовые и разведывательные части авиации ЧФ и части ВВС КА. По данным немецкой аэрофоторазведки за 1943 год, один полевой аэродром располагался на мысе Толстый, второй аэродром восточнее  терминала и склада ГСМ современного аэропорта. Также в Геленджике некоторое время базировался знаменитый 46-й гвардейский ночной бомбардировочный авиационный полк — женский авиационный полк, известный под прозвищем «ночные ведьмы».
Так как оба грунтовых аэродрома Геленджика были временными и не соответствовали требованиям к такого рода объектам, сразу после окончания боевых действий они перестали использоваться авиацией.
Аэродром Солнцедар был построен в ближней пригородной зоне Геленджика на окраине посёлка Солнцедар сразу после окончания войны, и затем использовался для нужд авиации Черноморского флота.
В 1956 году была проведена реконструкция этого аэродрома, после которой он был передан в ведение Северо-Кавказского управления гражданской авиации и стал использоваться «Аэрофлотом» как городской аэропорт г. Геленджика. Начиная с 1957 года с этого аэропорта начали выполняться пассажирские рейсы в Краснодар. На аэродроме была введена в эксплуатацию взлётно-посадочная полоса с искусственным покрытием 03/21, длиной 1500 и шириной 40 метров..
В советское время аэропорт принимал самолёты Ан-24, Ан-26, Як-40, Л-410 и все более лёгкие (а также вертолёты всех типов), обслуживая внутрисоюзные маршруты и местные воздушные линии. Прямые рейсы из Москвы выполнялись на Ан-24 из Быково, и Як-40 из Внуково. В 1980-е годы из аэропорта г. Геленджик выполнялось до 34 рейсов в день. В 1990-е годы пассажиропоток значительно уменьшился, аэропорт обслуживал к 2000 году 1 рейс в день в Москву. С 2004 года аэропорт фактически не работал.
В 2004 году было принято решение о коренной реконструкции аэропорта Геленджик, которое предусматривало строительство нового аэровокзального комплекса и новой взлётно-посадочной полосы (ИВПП 01/19) размерами 3100х45 м, благодаря которой аэропорт сможет принимать самолеты производства Boeing и Airbus, а также российского производства типов Ту-154, Як-42, Ту-204. Пропускная способность аэродрома должна составить 8 взлётно-посадочных операций в час, взлёт и посадка односторонняя (со стороны моря).
29 мая 2010 года реконструированный аэропорт принял первый регулярный рейс авиакомпании «Аэрофлот» из Москвы на самолёте Airbus A320.
Аэропорт Геленджик способен принимать самолёты Ан-24, Ан-26, Ан-72, Ан-74, Ан-148, Ил-62, Ил-76, Ил-96, Ту-134, Ту-154, Ту-204, Ту-214, Як-40, Як-42, Airbus A319, Airbus A320, Airbus A321, ATR 42, ATR 72, Boeing 737, Boeing 757, Bombardier CRJ 100/200, Embraer EMB 120 Brasilia  и все более лёгкие, а также вертолёты всех типов. Взлёт и посадка высокошумных самолётов Ту-134, Ту-154, Ил-76, Ил-62 запрещены ежедневно в период 19.00—03.00 UTC.
В апреле 2018 года аэропорт был куплен банком ВТБ, совладельцем стал Таймураз Боллоев.
Из-за вторжения России на Украину с 03:45 24 февраля 2022 года был введён запрет на все полёты из аэропорта. 9 июля 2025 года стало известно о возобновлении работы аэропорта с 10 июля. Рейсы будут выполняться с 8:30 до 20:00 московского времени. Первым рейсом после открытия стало прибытие 18 июля Airbus A321 авиакомпании Аэрофлот с регистрационным номером RA-73710.

## Реконструкция
Завершение реконструкции планировалось на 2007 год. Аэродромная часть была готова в 2008 году, первая техническая посадка и взлет воздушного судна на новой ВПП были выполнены 25 декабря 2008 (Як-42 авиакомпании «Авиационные линии Кубани»). В связи с задержками в строительстве аэровокзального комплекса было принято решение открыть аэропорт с временным аэровокзалом, оборудованным в здании, первоначально предназначавшемся для грузового терминала. ==
29 мая 2010 года реконструированный аэропорт принял первый регулярный рейс (а/к «Аэрофлот», рейс СУ705 Москва—Геленджик, самолёт Airbus A320 VP-BWE «Н. Римский-Корсаков»).
Временный аэровокзал принимал только внутренние рейсы, его пропускная способность составляла 140 пассажиров в час. Почти сразу началось проектирование полноценного аэровокзала площадью около 5000 м² и обладающее пропускной способностью 314 пассажиров в час. Оно представляет собой двухэтажное здание, на втором этаже которого располагаются технические помещения. Новый аэровокзал рассчитан на обслуживание только внутренних рейсов. Строительство нового терминала началось в июне 2020 года и завершилось в декабре 2021 года.
Существующий временный аэровокзал планируется переоборудовать в грузовой терминал.
С момента открытия аэропорта в 2010 году за 4 года им было обслужено около 800 000 пассажиров и более 10 000 рейсов В июле 2021 года авиакомпанией Смартавиа был перевезён в Геленджик его первый в исчислении годового пассажиропотока полумиллионный пассажир.
В 2022 году в аэропорту Геленджик приступили к реконструкции перрона. В рамках проведения работ планируется увеличить число мест стоянки до 26, а также реконструировать водосточно-дренажную систему, систему сбора противообледенительной жидкости и заменить освещение. Также в планах реконструкция соединительной рулежной дорожки РД-А и строительство новой — РД-В аналогичной ширины в 23 м. Дополнительно запланировано обновление участка метеоборудования, периметрального ограждения, отдельных участков патрульной дороги и очистных сооружений — с учетом перспективного развития.
| год            | 2010  | 2011  | 2012  | 2013  | 2014  | 2015  | 2016  | 2017  | 2018  | 2019  | 2020  | 2021  |
| млн пассажиров | 0,129 | 0,158 | 0,187 | 0,197 | 0,236 | 0,274 | 0,273 | 0,295 | 0,295 | 0,338 | 0,483 | 1,040 |
| Источники:     |       |       |       |       |       |       |       |       |       |       |       |       |

## Авиакомпании и направления
По состоянию на август 2025 года аэропорт Геленджик обслуживает следующие рейсы:
К августу-сентябрю 2025 года планируют выполнятся рейсы Аэрофлота, S7, Уральских авиалиний из Москвы. S7 Airlines также возобновит рейс из Новосибирска. Из Санкт-Петербурга начнёт выполнять рейсы Smartavia. С 5 и 8 августа из Екатеринбурга будут летать Уральские авиалинии и Red Wings соответственно. 23 июля о возобновлении рейсов из Санкт-Петербурга, Сургута и Москвы сообщила Utair.

## Происшествия
- 7 января 1982 года самолёт L-410M Аэрофлота потерпел катастрофу близ аэропорта  около села Прасковеевка. Погибло 18 человек.